# Rally van Kroatië
De Rally van Kroatië, formeel Croatia Rally, is de Kroatische ronde van het wereldkampioenschap rally.

## Lijst van winnaars
| Jaar                | Winnaar              | Auto                           |
| Delta Rally         | Delta Rally          | Delta Rally                    |
| ------------------- | -------------------- | ------------------------------ |
| 1974                | Tomislav Markt       | BMW 1600                       |
| 1975                | Aleksandar Mačešić   | Datsun 1200                    |
| 1976                | Berislav Modric      | Fiat 128 SC                    |
| 1977                | Aleš Pušnik          | Renault 5                      |
| 1978                | Aleš Pušnik          | Renault 5                      |
| 1979                | Borko Skurić         | Opel Kadett GT/E               |
| 1980                | Leon Poberaj         | Zastava 101                    |
| 1981                | Leon Poberaj         | Zastava 101                    |
| 1982                | Borko Skurić         | Opel Kadett GT/E               |
| 1983                | Brane Kuzmič         | Renault 5 GT Turbo             |
| 1984                | Brane Kuzmič         | Renault 5 GT Turbo             |
| 1985                | Brane Kuzmič         | Renault 5 GT Turbo             |
| 1986                | Romana Zrnec         | Renault 11 Turbo               |
| 1987                | Brane Kuzmič         | Renault 5 GT Turbo             |
| 1988                | Brane Kuzmič         | Renault 5 GT Turbo             |
| 1989                | Tihomir Filipović    | Lancia Delta HF Integrale      |
| 1990                | Tihomir Filipović    | Lancia Delta HF Integrale      |
| 1991                | Tihomir Filipović    | Lancia Delta HF Integrale      |
| 1992                | Žarko Šepetavc       | Lancia Delta HF Integrale      |
| 1993                | Raimund Baumschlager | Ford Escort RS Cosworth        |
| 1994                | Niko Pulić           | Lancia Delta HF Integrale      |
| 1995                | Niko Pulić           | Lancia Delta HF Integrale      |
| Croatia Delta Rally |                      |                                |
| 1996                | Kurt Göttlicher      | Ford Escort RS Cosworth        |
| 1997                | David Pattison       | Ford Escort RS Cosworth        |
| 1998                | Enrico Bertone       | Toyota Celica GT-Four          |
| 1999                | Enrico Bertone       | Renault Mégane Maxi            |
| 2000                | Bert de Jong         | Subaru Impreza WRC             |
| 2001                | Krum Donchev         | Peugeot 306 Maxi               |
| 2002                | Leszek Kuzaj         | Toyota Corolla WRC             |
| 2003                | Václav Pech Jr.      | Ford Focus RS WRC              |
| 2004                | Juraj Šebalj         | Subaru Impreza WRX STi         |
| 2005                | Juraj Šebalj         | Citroën C2 S1600               |
| 2006                | Václav Pech Jr.      | Mitsubishi Lancer Evo IX       |
| 2007                | Juraj Šebalj         | Mitsubishi Lancer Evo IX       |
| 2008                | Corrado Fontana      | Fiat Abarth Grande Punto S2000 |
| Croatia Rally       |                      |                                |
| 2009                | Krum Donchev         | Peugeot 207 S2000              |
| 2010                | Luca Rossetti        | Fiat Abarth Grande Punto S2000 |
| 2011                | Luca Rossetti        | Fiat Abarth Grande Punto S2000 |
| 2012                | Juho Hänninen        | Škoda Fabia S2000              |
| 2013                | Jan Kopecký          | Škoda Fabia S2000              |
| 2014                | Juraj Šebalj         | Mitsubishi Lancer Evo IX       |
| 2015                | Murat Bostanci       | Ford Fiesta R5                 |
| 2016                | Vlastimil Majerčak   | Ford Fiesta R5                 |
| 2017                | David Botka          | Škoda Fabia R5                 |
| 2021                | Sebastien Ogier      | Toyota Yaris WRC               |